# Scotinella pugnata
Scotinella pugnata là một loài nhện trong họ Phrurolithidae.
Loài này thuộc chi Scotinella. Scotinella pugnata được James Henry Emerton miêu tả năm 1890.